# Ernst Hamburger (homme politique)
Pour les articles homonymes, voir Hamburger.
Ernst Hamburger (plus tard Ernest Hamburger ; né le 30 décembre 1890 à Berlin et mort le 3 avril 1980 à New York) est un fonctionnaire et homme politique germano-américain (SPD) jusqu'en 1933. En raison de ses origines juives et de ses convictions socialistes, il s'exile après le début du régime national-socialiste et devient professeur d'université, employé des Nations unies et publiciste politico-historique.

## Éducation et métier
Hamburger est le fils d'un cadre. Il étudie au lycée de Charlottenbourg jusqu'en 1909, puis étudie l'économie et la philologie à l'Université Louis-et-Maximilien de Munich et à l'Université Frédéric-Guillaume de Berlin, où il obtient son doctorat en 1913 avec sa thèse Symbola ad Horati carminum elocutionem.
Après cela, Hamburger entre dans le service scolaire supérieur prussien en tant que professeur stagiaire en 1914. Pendant la Première Guerre mondiale, il est soldat. Entre 1919 et 1920, Hamburger travaillé pour la Commission allemande d'armistice de 1918 (de). À partir de 1920, il travaille comme évaluateur d'études dans l'administration de l'éducation. À partir de 1921, Hamburger dirige le bureau de presse de la Haute présidence de Breslau. À partir de 1922, Hambourg est conseiller du gouvernement au siège de la police de Breslau et à partir de 1927 , conseiller principal du gouvernement au ministère prussien de l'Intérieur à Berlin.
En outre, Hamburger est chargé de cours à l'École professionnelle d'État pour l'économie et l'administration de Berlin.

## Politique jusqu'en 1933
À une date inconnue, Hamburger devient membre du SPD. Pour ce parti, il est député du parlement de l'État libre de Prusse de 1924 à 1933. En 1928 et 1933, il est membre du comité exécutif du groupe parlementaire et parfois chef adjoint du groupe. En 1928 et 1932, il est membre du comité de la Banque d'État prussienne (société de commerce maritime (de)). En tant que praticien administratif, Hamburger essaye de contribuer à la démocratisation de l'administration. Cependant, ses propositions de remplacer les responsables politiques par des républicains sont souvent rejetées par le ministre Albert Grzesinski. En ce qui concerne le gouvernement de Franz von Papen, Hamburger avertit instamment en 1932 que des forces anti-démocratiques s'infiltrent dans l'administration publique. Après les élections d'État en Prusse en 1932, désastreuses pour la coalition de Weimar en Prusse, aucun des partis traditionnels ne peut former un gouvernement majoritaire. Ni Otto Braun ni Carl Severing ne sont préparés à cette situation. Surtout, le chef de faction social-démocrate Ernst Heilmann et son adjoint Hamburger exhortent le ministre-président hésitant à défendre le « rempart de la Prusse » au sein d'un gouvernement minoritaire. Cette tentative échoue en raison du Coup de Prusse du chancelier Franz von Papen. Lors du débat au parlement de l'État sur cet événement, Hamburger attire l'attention sur le lien entre la croissance du national-socialisme et la formation du gouvernement von Papen. "En effet, le gouvernement de von Papen doit son existence à la montée en puissance, à la terreur et à l'approbation des nationaux-socialistes. On ne peut pas « fustiger la démocratie tous les jours, la condamner au sol et souhaiter l'enfer du système démocratique » pour se plaindre « quand quelqu'un d'autre tire les conclusions anti-démocratiques de telles leçons. Bien que Hamburger ne se fasse aucune illusion sur la nature du national-socialisme, dans le contexte des élections du Reichstag en novembre 1932, il ne peut pas imaginer qu'Hitler prenne le pouvoir. « Adolf Hitler et le national-socialisme n'arriveront jamais au pouvoir en Allemagne ! Le trajet du Kaiserhof à la Chancellerie du Reich est de deux minutes, mais Adolf Hitler ne le couvrira pas en une éternité. Cette affirmation est prouvée avec la formation du gouvernement hitlérien le 30 janvier 1933 comme une erreur de jugement politique. Peu de temps avant de quitter l'Allemagne, Hamburger lance un article contre l'agitation national-socialiste contre le professeur Cohn de l'Université de Breslau. Selon Hamburger, il s'agit du dernier article publié en Allemagne contre les manifestations étudiantes antisémites.

## Exil en France
Immédiatement après le début du régime nazi, Hamburger est l'un des premiers fonctionnaires à être licencié par le nouveau gouvernement. Il s'exile alors, passant les premières années en France. Là, selon les rapports de la Gestapo, il est impliqué dans le Livre brun sur l'incendie du Reichstag. Hamburger est également un chef de file dans le travail des réfugiés sociaux-démocrates. Il est président du comité d'aide sociale de l'Arbeiterwohlfahrt à Paris. Mais surtout, il est scientifiquement actif à l'Institut de droit comparé de la faculté de droit. Il est  également cofondateur de l'Institut de Science de la Presse.

## New York et l'après-guerre
À partir de 1940, il vit à New York. Là, il est professeur à la New School for Social Research jusqu'en 1958. Il y est membre fondateur de l'Institute of World Affairs. Dans les cercles émigrés, il est actif en tant que membre du Conseil exécutif du "Conseil allemand de la liberté". Avec Hans Staudinger (de) et d'autres émigrants, par exemple, il participe également à des rapports d'experts sur le développement allemand. Hamburger contribue également à la réforme de la loi de New York.
En 1945, Hamburger retourne en Europe en tant que professeur à l'École des hautes études. De 1946 à 1956, il est rédacteur en chef de l'Annuaire des droits de l'homme de l'UNESCO. Entre 1948 et 1958, Hamburger est le représentant des États-Unis à la Division des droits de l'homme aux Nations unies. Il est également premier officier au Secrétariat des Nations unies de 1948 à 1955.

## Institut Leo-Baeck et auteur
À partir de 1962, Hamburger est membre du conseil d'administration de l'Institut Leo-Baeck (de) à New York. Même avant cela, mais surtout depuis cette époque, il est également actif en tant qu'auteur. L'accent est mis sur les écrits politiques et historiques, en particulier sur l'histoire juive. En 1968, Hamburger publie l'étude sur les Juden im öffentlichen Leben Deutschlands. Seule la première partie de cet ouvrage, qui traite de la période antérieure à 1918, est publiée. La deuxième partie prévue ne voit pas le jour pour des raisons d'âge. En 1973 Hamburger publie son étude Jews, Democracy and Weimar Germany. Hamburger s'implique également dans les débats historiques de l'époque. Aux côtés de Karl Dietrich Bracher, il est l'un des critiques les plus virulents de l'autobiographie d'Heinrich Brüning. Ce n'est qu'après sa mort en 1985 que l'ouvrage Jews as Voters in the Weimar Republic, important pour la recherche historique sur les élections, est publié avec Peter G. J. Pulzer.
Le refus de son doctorat à l'époque nazie n'est symboliquement renversé qu'en 1998 par l'Université Humboldt.

## Travaux
- Die Eröffnungsbilanz der deutschen Friedenswirtschaft. Statistische Materialien mit Erläuterungen in allgemeinverständlicher Darstellung. Stalling, Oldenburg 1919.
- Zur Kohlen- und Rohstoffnot. Ihre Ursachen und ihre Überwindung. Kulturliga, Berlin 1920.
- Die Pariser Forderungen. Kulturliga, Berlin 1921.
- Staats-Zionismus. Sein Weg und sein Ziel. Staatszionistische Organisation, Berlin 1935.
- Education for an industrial age. Cornell University Press, Ithaca 1948.
- Ernst Hamburger Collection 1913-1980. Leo Baeck Institut Archiv
- Juden im öffentlichen Leben Deutschlands: Regierungsmitglieder, Beamte und Parlamentarier in der monarchische. Zeit. 1848–1918. Tübingen: Mohr, 1968
- Jews, Democracy and Weimar Germany. New York: Leo Baeck Institute, 1973